# 稲山覚也
稲山 覚也（いなやま かくや）は、日本の漫画家。

## 略歴
- 2007年、2007年2月期週刊少年チャンピオン月例フレッシュまんが賞で『レトロメモリー』にて期待賞を受賞[1]。
- 2008年、第70回週刊少年チャンピオン新人まんが賞で『おにぎり』にて特別奨励賞を受賞[1]。
- 2008年、第71回週刊少年チャンピオン新人まんが賞で『ラヴマンJ』にて準入選を受賞[1]。その後、佐渡川準の下でアシスタントとして修行を積む[1]。
- 2011年、『週刊少年チャンピオン』（秋田書店）連載の『てんむす』にて連載デビュー[2]。同年、東日本大震災のチャリティとして秋田書店が行った携帯用待ち受け画面の配信企画に参加[3]。
- 2013年、『別冊少年チャンピオン』（同）10月号に読切作品『アカツキのユウキ』を掲載[4]。
- 2015年、『週刊少年チャンピオン』30号から32号に『実は私は』TVアニメ版のアフレコレポートを執筆[5]。
- 2017年、『電撃マオウ』2017年5月号にて『アイドルマスター ミリオンライブ! Blooming Clover』の連載を開始[6]。

## 作品リスト

### 連載
- てんむす（『週刊少年チャンピオン』2011年10号[2] - 2012年53号）
- 『実は私は』TVアニメ版アフレコレポート（『週刊少年チャンピオン』30号[5] - 32号）
- アイドルマスター ミリオンライブ! Blooming Clover（『電撃マオウ』2017年5月号[6] - 2023年12月号[7]） - 2017年4月号に第0話を掲載後、連載[8]。
  - アイドルマスター ミリオンライブ！ Blooming Clover [encore]（『電撃マオウ』2024年2月号[9] - 2024年12月号[10]）
- 轟大丸の奇怪体験談（『チャンピオンRED』2025年4月号 - ）

### 読み切り
- アカツキのユウキ（『別冊少年チャンピオン』2013年10月号[4]）
- 轟大丸の奇怪体験談（『チャンピオンRED』2024年1月号）

### 書籍
- 『てんむす』、秋田書店〈少年チャンピオン・コミックス〉2011年 - 2013年、全10巻
- 『アイドルマスター ミリオンライブ! Blooming Clover』、KADOKAWA〈電撃コミックスNEXT〉2017年 - 2024年、全16巻
- 『アイドルマスター ミリオンライブ！ Blooming Clover [encore]』、KADOKAWA〈電撃コミックスNEXT〉2024年 - 2025年、全2巻
- 『轟大丸の奇怪体験談』、秋田書店〈チャンピオンREDコミックス〉2025年 - 、既刊1巻（2025年7月18日現在）
  1. 2025年7月18日発売[11][12]、ISBN 978-4-253-32461-8